# Estadio Armando Picchi
El Estadio Armando Picchi es un estadio de fútbol, situado en la ciudad portuaria de Livorno, capital de provincia de Livorno en la región de Toscana en Italia. Sirve de sede habitual al AS Livorno Calcio.